# الدوري التشيكوسلوفاكي 1988–89

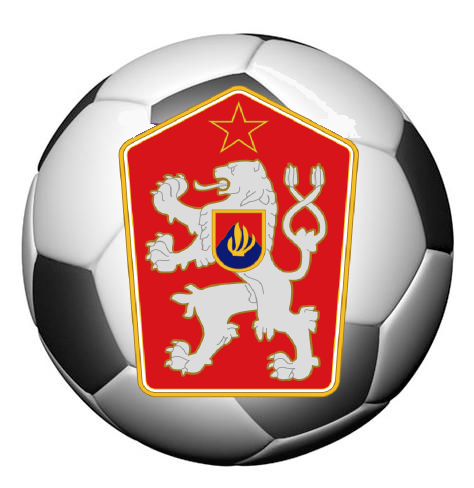
كرة القدم التشيكوسلوفاكية 1960-1990

الدوري التشيكوسلوفاكي 1988–89 هو الموسم 82 من الدوري التشيكوسلوفاكي ‏. أشرف على تنظيمه اتحاد جمهورية التشيك لكرة القدم، وكان عدد الأندية المشاركة فيه 16، وفاز فيه سبارتا براغ.